# مثل قنطارها

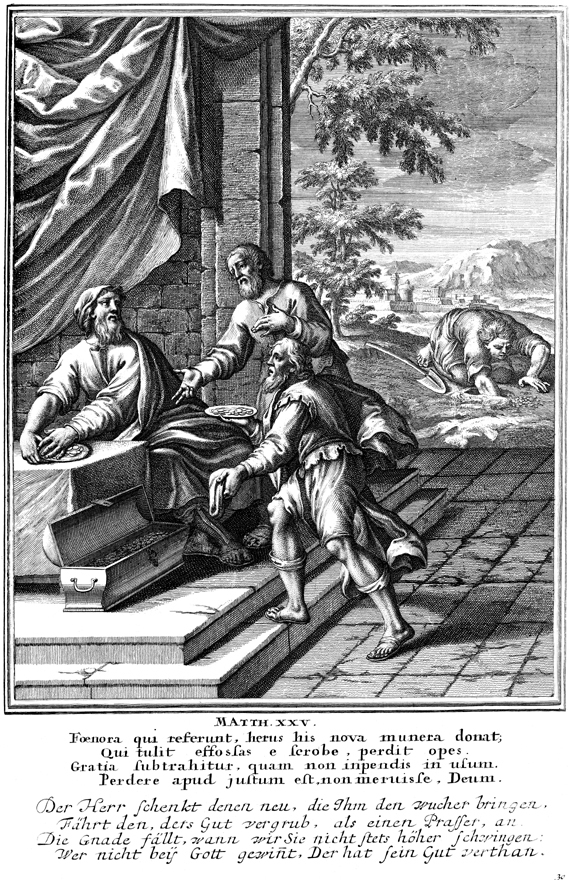
مثل قنطارها, سال 1712 رو چوب کنده کاری شده، غلام تنبل به دنبال اموال امانتی دفن شدن است لیکن دو غلام دیگر در خال پیشکش کردن سود های به دست امده به ارباب خود اند.

مثل قنطارها (همچنین مثل مینا ها) یکی از مثل های عیسی مسیح است. در دو تا از اناجیل همنوا و به تصویب رسیده عهد جدید آمده است:
- انجیل متی فصل 25..... 14-30
- انجیل لوقا فصل 19.....12-27

اگرچه مضمون اساسی هر یک از این مثل ها اساساً یکسان است، اما تفاوت تمثیل ها در انجیل متی و انجیل لوقا به اندازه ای است که نشان می دهد این مثل ها از یک منبع مشتق نشده اند. در انجیل متی، کلمات آغازین مَثَل را به مَثَل قبلی ده باکره که به ملکوت خدا اشاره دارد، پیوند می دهد. نسخه موجود در لوقا، مثل پوند ها نیز نامیده می شود.
هم در انجیل متی و هم در انجیل لوقا، ارباب در حالی که قصد سفر دارد ، غلامان خود را مسئول اموال خود می کند. پس از بازگشت، ارباب سرپرستی غلامان خود بر اموال را ارزیابی می کند. او آنها را بر اساس میزان وفاداری هر یک در سرمایه گذاری عاقلانه از اموال  خود برای به دست آوردن سود ارزیابی می کند. واضح است که ارباب از نظارت غلام ها بر اموال سودی می جوید. یک سود حاکی از وفاداری از جانب غلامان بود. ارباب به غلامان خود برحسب نحوه مدیریت هر یک از آنها پاداش می دهد. او دو غلام را «وفادار» می‌داند و به آنها پاداش مثبت می‌دهد. به یک غلام «بی وفا» که حتی از سود مطمئن سود بانکی هم دوری کرد، غرامت گرفته می شود.

## پیش زمینه
در حالی که داستان اصلی در هر یک از این مثل ها اساساً یکسان است، پیش زمینه عا کاملاً متفاوت است.
- محل مثل قنطار ها در انجیل متی25، گفتار کوه زیتون است. در انجیل متی 24-25، موضوع کلی رویدادهای آخر الزمان، هشدار و مثل است. اخطارها و هشدارهای مستقیم (متی 24:42، متی 24:44؛ متی 25:13) باید برای شاگردان (مخاطبان او) باشد - هشدارهایی برای بیدار بودن و آماده شدن برای آمدن مسیح.
- صحنه مثل قنطار ها در انجیل لوقا 19 در فضای باز در میان جمعیت بود. زکیوس تازه ایمان آورده بود و خداوند نجات او را تصدیق کرد. اما، جمعیت اکنون به دنبال عیسی بودند تا پادشاهی خود را برپا کند

## روایتها

#### مثل قنطار ها در انجیل متی
در همان حال که آنان به این سخنان گوش فرا می‌دادند، عیسی در ادامۀ سخن، مَثَلی آورد، زیرا نزدیک اورشلیم بود و مردم گمان می‌کردند پادشاهی خدا در همان زمان ظهور خواهد کرد. 12پس گفت: «نجیب‌زاده‌ای به سرزمینی دوردست رفت تا به مقام شاهی منصوب شود و سپس بازگردد. 13پس، ده تن از خادمان خود را فرا خواند و به هر یک سکه‌ای طلا داد و گفت: ”تا بازگشت من با این پول تجارت کنید.“ 14امّا مردمانی که قرار بود بر ایشان حکومت کند، از وی نفرت داشتند؛ آنان از پس او قاصدانی فرستادند با این پیغام که: ”ما نمی‌خواهیم این شخص بر ما حکومت کند.“ 15با این همه، او به مقام شاهی منصوب شد و به ولایت خویش بازگشت. پس فرمود خادمانی را که به ایشان سرمایه داده بود، فرا خوانند تا دریابد هر‌یک چقدر سود کرده است. 16اوّلی آمد و گفت: ”سرورا، سکۀ تو ده سکۀ دیگر سود آورده است.“ 17به او گفت: ”آفرین، ای خادم نیکو! چون در اندک امین بودی، حکومت ده شهر را به تو می‌سپارم.“ 18دوّمی آمد و گفت: ”سرورا، سکۀ تو پنج سکۀ دیگر سود آورده است.“ 19به او نیز گفت: ”بر پنج شهر حکمرانی کن.“ 20سپس دیگری آمد و گفت: ”سرورا، اینک سکۀ تو! آن را در پارچه‌ای پیچیده، نگاه داشتم. 21زیرا از تو می‌ترسیدم، چون مردی سختگیری. آنچه نگذاشته‌ای، برمی‌گیری، و آنچه نکاشته‌ای، می‌دروی.“ 22به او گفت: ”ای خادم بدکاره، مطابق گفتۀ خودت بر تو حکم می‌کنم. تو که می‌دانستی مردی سختگیرم، آنچه نگذاشته‌ام برمی‌گیرم و آنچه نکاشته‌ام می‌دروم، 23چرا پول مرا به صرّافان ندادی تا چون بازگردم آن را با سود پس گیرم؟“ 24پس به حاضران گفت: ”سکه را از او بگیرید و به آن که ده سکه دارد، بدهید.“ 25به او گفتند: ”سرورا، او که خود ده سکه دارد!“ 26پاسخ داد: ”به شما می‌گویم که به هر که دارد، بیشتر داده خواهد شد؛ امّا آن که ندارد، همان که دارد نیز از او گرفته خواهد شد. 27و اینک آن دشمنان مرا که نمی‌خواستند بر ایشان حکومت کنم بدین‌جا بیاورید و در برابر من بکُشید.“‌»
انجیل متی فصل 25..... 14-30(ترجمه هزاره جدید)

#### مثل قنطارها در انجیل لوقا
14«همچنین پادشاهی آسمان مانند مردی خواهد بود که قصد سفر داشت. او خادمان خود را فرا خواند و اموال خویش به آنان سپرد؛ 15به فراخور قابلیت هر خادم، به یکی پنج قنطار داد، به یکی دو و به دیگری یک قنطار. آنگاه راهی سفر شد. 16مردی که پنج قنطار گرفته بود، بی‌درنگ با آن به تجارت پرداخت و پنج قنطار دیگر سود کرد. 17بر همین منوال، آن که دو قنطار داشت، دو قنطار دیگر نیز به دست آورد. 18امّا آن که یک قنطار گرفته بود، رفت و زمین را کَند و پول ارباب خود را پنهان کرد.
19«پس از زمانی دراز، ارباب آن خادمان بازگشت و از آنان حساب خواست. 20مردی که پنج قنطار دریافت کرده بود، پنج قنطار دیگر را نیز با خود آورد و گفت: ”سرورا، به من پنج قنطار سپردی، این هم پنج قنطار دیگر که سود کرده‌ام.“ 21سرورش پاسخ داد: ”آفرین، ای خادم نیکو و امین! در چیزهای کم امین بودی، پس تو را بر چیزهای بسیار خواهم گماشت. بیا و در شادی ارباب خود شریک شو!“ 22خادمی که دو قنطار گرفته بود نیز پیش آمد و گفت: ”به من دو قنطار سپردی، این هم دو قنطار دیگر که سود کرده‌ام.“ 23سرورش پاسخ داد: ”آفرین، ای خادم نیکو و امین! در چیزهای کم امین بودی، پس تو را بر چیزهای بسیار خواهم گماشت. بیا و در شادی ارباب خود شریک شو!“ 24آنگاه خادمی که یک قنطار گرفته بود، نزدیک آمد و گفت: ”چون می‌دانستم مردی تندخو هستی، از جایی که نکاشته‌ای می‌دِرَوی و از جایی که نپاشیده‌ای جمع می‌کنی، 25پس ترسیدم و پول تو را در زمین پنهان کردم. این هم پول تو!“ 26اما سرورش پاسخ داد: ”ای خادم بدکاره و تنبل! تو که می‌دانستی از جایی که نکاشته‌ام، می‌دِرَوَم و از جایی که نپاشیده‌ام، جمع می‌کنم، 27پس چرا پول مرا به صرّافان ندادی تا چون از سفر بازگردم آن را با سود پس گیرم؟ 28آن قنطار را از او بگیرید و به آن که ده قنطار دارد بدهید. 29زیرا به هر که دارد، بیشتر داده خواهد شد تا به‌فراوانی داشته باشد؛ امّا آن که ندارد، همان که دارد نیز از او گرفته خواهد شد. 30این خادم بی‌فایده را به تاریکیِ بیرون افکنید، جایی که گریه و دندان بر هم ساییدن خواهد بود.“
انجیل لوقا فصل 19.....12-27 (ترجمه هزاره جدید)

## تفسیر مثل
به عنوان توانایی های شخصی
به طور سنتی، مثل قنطارها به عنوان تشویقی به شاگردان عیسی تلقی می‌شود که از مواهب خدادادی خود در خدمت خدا استفاده کنند و به خاطر ملکوت خدا ریسک کنند. دیده شده است که این هدایا شامل توانایی های شخصی ("استعداد" در معنای روزمره) و همچنین ثروت شخصی می شود. این تمثیل نشان می‌دهد که استفاده نکردن از موهبت‌های خود، موجب قضاوت منفی می‌شود.  از منظر روانشناسی، شکست نتیجه بلافصل شکست در احساس محبت خداوند است. دو بنده اول قادرند خداوند را با ادراک مثبت، فهیم، سخاوتمند و مهربان ببینند، در حالی که بنده سوم خداوند را خشن، مطالبه گر و منتقد می بیند.
تام فینلی این تفاسیر را در میان آموزه های مسیحیان پیشنهاد می کند:
- نجیب زاده (انجیل لوقا 19:12)، یا مرد (انجیل متی 25:14) عیسی مسیح است.
- سفر ارباب به مکان دیگر و بازگشت او (انجیل متی 25:14-15، انجیل متی 24:19؛ انجیل لوقا 19:12، انجیل لوقا 19:15) از رفتن مسیح به بهشت در هنگام عروج و بازگشت او به عنوان زمان دوباره آمدن او صحبت می کند.
- سپردن اموالش به بندگانش در حالی که به سفری دور میرود ، باید هدایای مسیح و دارایی های مختلف و (سرمایه ها)ی باشد که به ایمانداران در کلیسایش داده می شود تا آنها "سود" معنوی برای او در ملکوت مسیح ایجاد کنند. خداوند. در حالی که او دور است، از ایماندارانش انتظار دارد که «تا زمانی که من برگردم، با این معامله کنند.» (انجیل لوقا 19:13).
- ارزیابی او از تجارتی که در زمان غیبت او انجام داده‌اند، پس از بازگشت انجام می‌شود و گزارشی از فعالیت آنهاست (انجیل متی 25:19؛ انجیل لوقا 19:15). این باید جایگاه داوری مسیح باشد که فقط برای ایمانداران است. این یک ارزیابی از سرپرستی بر استعداد ها و موهبت های خدا دادی است.
- جوایز مثبت برای دو نفر از خادمان مبتنی بر وفاداری آنها برای استفاده درست از آنچه مسیح به آنها سپرده است است. این احتمالاً از پاداش مثبت برای ایماندارانی که وفادار به خدمت به مسیح هستند صحبت می کند.
- پاداش منفی (غرامت) برای بنده خیانتکار احتمالاً از برخورد منفی مسیح با یک ایماندار خیانتکار صحبت می کند.[۳]

به عنوان عشق یا رحمت
اسقف کاتولیک رابرت بارون می گوید که قنطارهای این مثل «سهمی در رحمت خدا، مشارکت در وزن عشق الهی» است نه توانایی های شخصی یا ثروت. او از تفسیر پروفسور عهد عتیق رابرت شوئنستین استفاده می‌کند، که استدلال می‌کند که یک قنطار در دوران یهودیان باستان بسیار سنگین بود، بنابراین پنج قنطار بسیار سنگین بود. چنین سنگینی ای سنگین‌ترین وزن، کاود (عبری: כָּבֵד) (سنگینی) خدا را در معبد اورشلیم یادآوری می‌کند، بنابراین سنگین‌ترین آنها رحمت خداوند است.
به طور مشابه، بازتابی در وب سایت کرملی ها قنطارها را به عنوان "عشق، خدمت، اشتراک گذاری"، "پول استاد" تعریف می کند.
به عبارت دیگر، اراسمو لیوا-مریکاکیس می گوید: "بزرگترین استعداد و گنج ما توانایی ما در عشق ورزیدن است، و در این کار قهرمان بزرگترین ریسک پذیر است، به این معنی که کسی که مایل است خود را در جایی سرمایه گذاری کند که بیشترین احتمال ها علیه او وجود دارد. "